# Villiers-sur-Loir

Villiers-sur-Loir este o comună în departamentul Loir-et-Cher, Franța. În 1 ianuarie 2022 avea o populație de 1.115 de locuitori.